# Physalis angulata
Physalis angulata ist eine Pflanzenart aus der Gattung der Blasenkirschen (Physalis) in der Familie der Nachtschattengewächse (Solanaceae). Es ist die häufigste und am weitesten verbreitetste Art der Blasenkirschen.

## Beschreibung
Physalis angulata ist eine kriechende oder aufrecht wachsende, krautige Pflanze mit einer Höhe von bis zu 1 m. Die Sprossachse ist kantig und bis auf feine, anliegende Trichome an den jungen Trieben unbehaart. Die bis zu 10 cm langen Laubblätter sind eiförmig oder elliptisch, an der Spitze zugespitzt oder spitz zulaufend, die Basis ist spitz zulaufend und oftmals schräg. Die Ränder sind ganzrandig, gewellt, gezähnt oder unregelmäßig eingeschnitten. Die Blattstiele besitzen etwa 1/3 bis 1/2 der Länge der Blattspreite.
Die Blüten stehen an 5 bis 12 mm langen Blütenstielen, die fein mit aufwärts gerichteten Trichomen besetzt sind. Der Kelch ist zur Blühzeit 3 bis 5 mm lang, 2 bis 4 mm im Durchmesser und bis auf die Ränder und Spitzen der breit zugespitzten Kelchzipfel unbehaart. Die Krone ist 4 bis 10 mm lang, biegt sich bald nach hinten um. Die Staubblätter sind gelegentlich ungleich lang, die Staubfäden sind schlank, die 2 bis 2,5 mm langen Staubbeutel sind bläulich, manchmal auch ins gelbliche übergehend, im Alter trocknen sie ein oder krümmen sich ein.

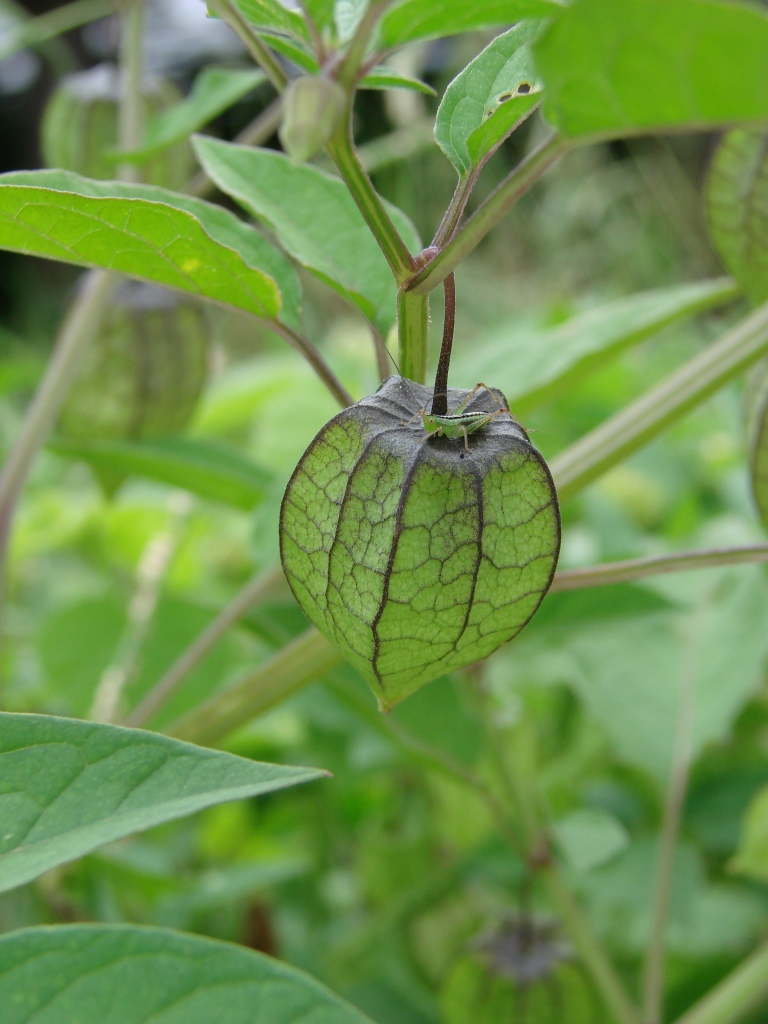
Frucht in Nahaufnahme

Die Früchte sind 10 bis 12 mm große, kugelförmige Beeren, die an 10 bis 25 mm langen Stielen stehen, der Kelch vergrößert sich auf 20 bis 30 mm, ist zehnkantig oder drehrund und umschließt die Frucht vollständig.
Die Chromosomenzahl beträgt 2n = 48.

## Vorkommen und Standorte
Die Art ist die häufigste und am weitesten verbreitetste Art innerhalb der Gattung der Blasenkirschen (Physalis). Das ursprüngliche Verbreitungsgebiet reicht von Manitoba (Kanada) bis ins südliche Argentinien, aber auch in der alten Welt ist die Art inzwischen weit verbreitet.
Die Pflanzen können sich an eine Vielzahl ökologischer Bedingungen anpassen, am besten wachsen sie jedoch in ruderalen Gebieten und an anderen gestörten Standorten.

## Etymologie
Das Artepitheton angulata bezieht sich auf die auffälligen Kanten des Kelches an der reifen Frucht.